# Don McDougall
Pour les articles homonymes, voir MacDougall.
Don McDougall est un réalisateur américain né le 28 septembre 1917 à San Francisco et mort le 7 février 1991. Il a principalement œuvré pour la télévision dans des séries comme Le Virginien, Mannix, Bonanza, L'Homme de fer.

## Filmographie sélective
- 1956 : Hot Cars
- 1958-1960 : Au nom de la loi (Wanted: Dead or Alive)
- 1962-1963 : Rawhide
- 1968 : Escape to Mindanao (TV)
- 1970 : The Aquarians (en) (TV)
- 1972 : Le Coup (The Heist) (TV)
- 1974 : Le Signe de Zorro (The Mark of Zorro) (TV)
- 1975 : The Missing Are Deadly (TV)
- 1976 : Riding with Death (TV)
- 1977-1978 : L'Homme qui valait trois milliards (TV), 3 épisodes
- 1979 : Spider-Man: The Dragon's Challenge (TV)
- 1981 : Farewell to the Planet of the Apes (TV)